# 前436年5月31日日食
前436年5月31日日食是一次全食帶起於伊朗西部，經過中亞、俄羅斯西伯利亞西北、北極海，最終結束於加拿大努納福特地區的日全食。

## 文獻記錄
中國史書《史記》記載，戰國時期秦躁公八年，「六月，雨雪。日、月蝕」，然而前435年的日食在中國地區並不可見，經後人推算，西元前436年5月31日中國時區上午10點12分，曾發生一次日食，秦國渭河平原一帶可見食分0.24，

## 基本參數
- 類型：全食

- 沙羅周期序號：69
- 日期：前436年5月31日（儒略曆）
- 時間：7時14分08秒 (UTC)
- 地點：北緯69.3°，東經94.5°
- 食分：1.0514
- 太陽高度：36°
- 月球本影路經寬度：291公里
- 全食持續時間：3分7秒